# Steve Williams (Musiker)

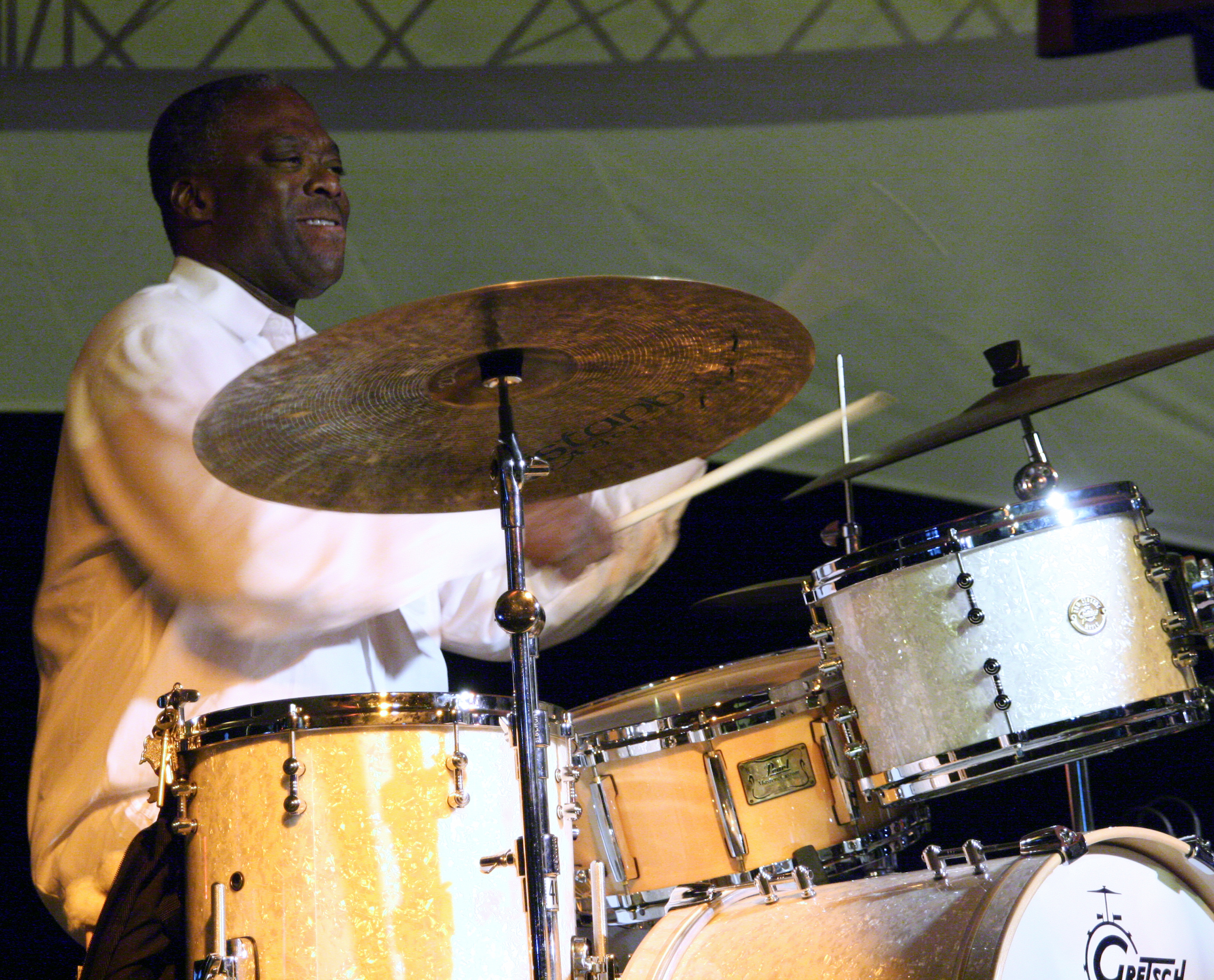
Steve Williams, mit dem Bob Mover Quintet auf dem Jazz Festival Ghent 2008

Stephen E. „Steve“ Williams (* 7. Januar 1956 in Rochester (New York)) ist ein US-amerikanischer Jazzmusiker (Schlagzeug, Komposition) des Modern Jazz.

## Leben und Wirken
Williams wuchs in Washington, DC auf und studierte Musik an der University of Miami. In dieser Zeit spielte er bei Monty Alexander; bevor er dann nach New York zog, wo er Unterricht bei Billy Hart hatte. In Washington arbeitete Williams in den folgenden Jahren mit Milt Jackson, Freddie Hubbard, Joe Williams, Woody Shaw, Gary Bartz, Eddie Henderson, John Hicks, Larry Willis und Mulgrew Miller. Er spielte außerdem in der Band von Gary Thomas, mit dem er eine seiner ersten Kompositionen, Pads, einspielte.
Seit den frühen 1980er-Jahren gehörte er der Begleitband der Sängerin Shirley Horn an, mit der er 25 Jahre zusammenarbeitete. Er wirkte auch bei Horns Kooperationen mit Toots Thielemans, Branford Marsalis/Wynton Marsalis, Carmen McRae, Roy Hargrove und Miles Davis mit.
Nach Horns Tod zog Williams 2006 erneut nach New York, wo er Unterricht bei Michael Carvin nahm. Daneben arbeitete er mit der Steve Slagle/Dave Stryker Band, Paul Bollenback, Roni Ben-Hur, Larry Willis, der John Hicks Legacy Band, Bill Saxton, Bob Mover, Amy London, Sara Lazarus, Ben Vereen, Joe Lovano und Eddie Henderson. Außerdem leitete er ein eigenes Quintett; das erste Album seiner Band New Incentive erschien 2007; zu seinen Musikern gehörten Olivier Hutman (Piano), Michael Bowie (Bass), Donvonte McCoy (Trompete) und Antoine Roney (Saxophon); Gastmusiker waren dabei John Hicks, Gary Bartz und Roy Hargrove.
Im Bereich des Jazz war er zwischen 1984 und 2017 an zahlreichen Aufnahmesessions beteiligt, u. a. auch mit Clifford Jordan/Ran Blake, Kendra Shank, Ron Holloway, Mark Taylor, Jerry Ascione/Marvin Stamm, Mark Murphy und Camille Thurman. Gegenwärtig (2019) gehört er dem Trio von Tardo Hammer an.

## Diskographische Hinweise
- Shirley Horn: Live at the 4 Queens (Resonance, rec. 1988, ed. 2014)
- Steve Williams & Jazz Nation: Jazz Nation (QA2, 2012)